# WCW Cruiserweight Tag Team Championship
Il WCW Cruiserweight Tag Team Championship è stato un titolo di wrestling di proprietà della World Championship Wrestling riservato alla categoria di coppia.
I titoli rimasero attivi per soli otto giorni, dato che la WCW venne ceduta alla rivale WWE nella settimana successiva alla loro introduzione.

## Storia
La divisione dei pesi leggeri in WCW è sempre stata numerosa e piena di talenti.
All'inizio del 2001 la dirigenza della WCW mise sotto contratto molti pesi leggeri provenienti dal Messico e dal Giappone per aumentare il livello di spettacolarità. In questo modo la WCW provò a puntare forte su questa categoria che era molto più competitiva ed affascinante rispetto alla corrispettiva categoria dei pesi leggeri della sua avversaria, la WWE. Con un alto numero di pesi leggeri nel roster nel febbraio del 2001 la WCW decise di creare un titolo di coppia destinato solo ai pesi leggeri.

## Albo d'oro
| #  | Campioni                                          | Regno | Data          | Giorni | Località              | Evento | Note                                                                          |
| -- | ------------------------------------------------- | ----- | ------------- | ------ | --------------------- | ------ | ----------------------------------------------------------------------------- |
| 1° | Elix Skipper e Kid Romero                         | 1°    | 18 marzo 2001 | 8      | Jacksonville, FL      | Greed  | Hanno sconfitto i Filthy Animals (Billy Kidman & Rey Mysterio, Jr.) in finale |
| 2° | Filthy Animals (Billy Kidman e Rey Mysterio, Jr.) | 1°    | 26 marzo 2001 | <1     | Panama City Beach, FL | Nitro  |                                                                               |
| —  | Ritirati                                          | —     | 26 marzo 2001 | —      | Panama City Beach, FL | Nitro  | Titoli ritirati in seguito allo scioglimento della WCW                        |